# Salustiano García
Salustiano García Cruz (Villaverde del Río 1965) es un pintor figurativo español.
Estudió Pintura en la Facultad de Bellas Artes de la Universidad de Sevilla. En 1992 viajó a Italia, quedando impresionado por la pintura renacentista. Ha expuesto en museos, galerías y ferias de arte de varios países: Museo Fowler de Los Ángeles, Luma Museum de Chicago o Museo Vostell-Malpartida de Cáceres.
Pinta retratos estáticos de apariencia realista de personajes anónimos, habitualmente de plano medio y con fondo uniforme rojo saturado, blanco o negro. 

## Cartel de Semana Santa (Sevilla 2024)
En 2024 realizó el cartel de la Semana Santa de Sevilla, por encargo del Consejo de Hermandades. En torno a él se despertó una enconada polémica: algunos retractores le reprochaban que hubiera dotado a la imagen de Cristo de un halo de erotismo homosexual, afirmación imposible de demostrar (ni por lo mismo de refutar) con criterios objetivos. Para el rostro se inspiró en los rasgos de su hijo Horacio.